# Ґронди (Маковський повіт)
Ґронди (пол. Grądy) — село в Польщі, у гміні Красносельц Маковського повіту Мазовецького воєводства.
Населення — 289 осіб (2011).
У 1975-1998 роках село належало до Остроленцького воєводства.

## Демографія
Демографічна структура станом на 31 березня 2011 року:
|          | Загалом | Допрацездатний вік | Працездатний вік | Постпрацездатний вік |
| -------- | ------- | ------------------ | ---------------- | -------------------- |
| Чоловіки | 155     | 35                 | 102              | 18                   |
| Жінки    | 134     | 23                 | 73               | 38                   |
| Разом    | 289     | 58                 | 175              | 56                   |